# Finanzstabilitätsgesetz
Das Finanzstabilitätsgesetz weist der Deutschen Bundesbank Aufgaben zur Wahrung der Finanzstabilität zu. Zur Stärkung der Zusammenarbeit der beteiligten Institutionen wird gemäß § 2 des Gesetzes der Ausschuss für Finanzstabilität (AFS) gebildet. Das Gesetz bildet den Art. 1 eines Artikelgesetzes, des Gesetzes zur Stärkung der deutschen Finanzaufsicht, das auch Änderungen des Finanzdienstleistungsaufsichtsgesetzes, des Finanzmarktstabilisierungsfondsgesetzes, des Wertpapiererwerbs- und Übernahmegesetzes und von Rechtsverordnungen enthält.
Die Gesetzgebungsgeschichte ist auf der Website des Deutschen Bundestages dargestellt.